# Alta Semita
La Alta Semita ("sentiero alto" in latino)  era una strada della Roma antica.
Diede il nome alla VI regione della suddivisione augustea di Roma.
L'Alta Semita corrispondeva all'ingresso in Roma della Via Salaria, percorso che era in uso sin dai tempi preistorici, e della via Nomentana.
L'antichità del percorso è suggerita anche dal termine semita, che indica un sentiero e che non è utilizzato per alcuna altra via urbana.

## Descrizione
Il suo percorso corrisponde a quello delle moderne via del Quirinale e via XX Settembre, lungo la sommità del Colle Quirinale.
Dalla Porta Collina delle Mura serviane, dirigendosi verso sudovest in linea retta, dapprima costeggiava le Terme di Diocleziano; quindi la via raggiungeva il tempio di Serapide, ove piegava bruscamente a sudest e scendeva dal Quirinale in direzione del Foro.
Probabilmente il percorso si raccordava, oltre il Foro, al Vicus Iugarius.
In età imperiale, il percorso della via fu interrotto dall'edificazione prima del foro di Traiano e poi, sul Quirinale, delle terme di Costantino.